# SC Paderborn 07
SC Paderborn är en tysk fotbollsklubb från Paderborn som genom att sluta tvåa i den tyska andradivisionen säsongen 2013/14 avancerade till den tyska fotbollens högsta division, Bundesliga. Säsongen 2014/15 gör man där sin första säsong någonsin. Det blev ingen långlevad framgång för Paderborn, de relegerades från Bundesliga 2014/15 och följde det med en till relegering nästa år till tredjedivisionen. Paderborn skulle till och med ha relegerats en tredje säsong i rad till halvprofessionella regionalligan om det inte var för 1860 München som inte kunde betala licensen för tredjedivisionen och därmed lämnade en fri plats tredjedivisionen som gick till Paderborn.

## Spelare

### Truppen
Korrekt per den 27 december 2020
| 1  | Tyskland | Moritz Schulze   | 22 mars 2001  | RB Leipzig (-20)      |
| 17 | Tyskland | Leopold Zingerle | 10 april 1994 | 1. FC Magdeburg (-17) |
| 21 | Tyskland | Jannik Huth      | 15 april 1994 | Mainz 05 (-19)        |

| 2  | Tyskland | Uwe Hünemeier       | 9 januari 1986    | Brighton & Hove Albion (-18) |
| 3  | Tyskland | Frederic Ananou     | 20 september 1997 | FC Ingolstadt 04 (-20)       |
| 5  | Tyskland | Christian Strohdiek | 22 januari 1988   | Fortuna Düsseldorf (-16)     |
| 12 | Tyskland | Jesse Tugbenyo      | 7 augusti 2001    | SC Paderborn                 |
| 13 | Tyskland | Sebastian Schonlau  | 5 augusti 1994    | SF 08 Warburg (-12)          |
| 16 | Tyskland | Johannes Dörfler    | 23 augusti 1996   | Uerdingen (-19)              |
| 25 | Portugal | Marcel Correia      | 1 september 1999  | Jahn Regensburg (-20)        |
| 29 | Nigeria  | Jamilu Collins      | 5 augusti 1994    | Rijeka (-17)                 |
| 36 | England  | Chima Okoroji       | 25 mars 1995      | Jahn Regensburg (-20)        |

| 6  | Belgien  | Aristote Nkaka          | 27 mars 1996      | Anderlecht (-20)        |
| 8  | Tyskland | Ron Schallenberg        | 6 oktober 1998    | SV Marienloh (-10)      |
| 9  | Tyskland | Kai Pröger              | 15 maj 1992       | Rot-Weiss Essen (-19)   |
| 10 | Tyskland | Julian Justvan          | 2 april 1998      | Wolfsburg (-20)         |
| 14 | Tyskland | Adrian Oeynhausen       | 18 januari 2002   | Borussia Dortmund (-18) |
| 22 | Ghana    | Christopher Antwi-Adjei | 7 februari 1994   | TSG Sprockhövel (-17)   |
| 23 | Tyskland | Maximilian Thalhammer   | 10 juli 1997      | Ingolstadt (-20)        |
| 24 | Tyskland | Marcel Heller           | 12 februari 1986  | Darmstadt (-20)         |
| 26 | England  | Antony Evans            | 23 september 1998 | Everton (-20)           |
| 27 | Tyskland | Chris Fuhrich           | 9 januari 1998    | Borussia Dortmund (-20) |
| 31 | Sverige  | Svante Ingelsson        | 14 juni 1998      | Udinese (-20)           |
| 32 | Tyskland | Dennis Jastrzembski     | 20 februari 2000  | Hertha Berlin (-20)     |
| 39 | Grekland | Sebastian Vasiliadis    | 4 oktober 1997    | VfR Aalen (-18)         |

| 7  | Tyskland | Prince Owusu     | 7 januari 1997 | Arminia Bielefeld (-20) |
| 11 | Tyskland | Sven Michel      | 15 juli 1990   | Energie Cottbus (-16)   |
| 18 | Tyskland | Dennis Srbeny    | 5 maj 1994     | Norwich City (-20)      |
| 20 | Tyskland | Marco Terrazzino | 15 april 1991  | Freiburg (-20)          |
| 30 | Tyskland | Streli Mamba     | 17 juni 1994   | Energie Cottbus (-19)   |